# Paola Ramírez
Paola Ramírez (ur. 23 lutego 1987) – kostarykańska siatkarka, grająca jako środkowa. Obecnie występuje w drużynie UCR.